# Rhacophorus prominanus
Rhacophorus prominanus е вид земноводно от семейство Rhacophoridae.

## Разпространение
Видът е разпространен в Индонезия, Малайзия и Тайланд.